# Lac Pascagama
Lac Pascagama är en sjö i Kanada.   Den ligger i regionen Abitibi-Témiscamingue och provinsen Québec, i den sydöstra delen av landet, 300 km norr om huvudstaden Ottawa. Lac Pascagama ligger 386 meter över havet.
Trakten runt Lac Pascagama är nära nog obefolkad, med mindre än två invånare per kvadratkilometer.